# 巨家塬遗址
巨家塬遗址，位于中国甘肃省庆阳市西峰区，为一个省级文物保护单位，类型为古遗址。
巨家塬遗址的历史年代为旧石器时代。